# Hou Yuzhu
Hou Yuzhu, född 7 mars 1963 i Yongtai, är en före detta kinesisk volleybollspelare. Hon blev olympisk guldmedaljör i volleyboll vid sommarspelen 1984 i Los Angeles.